# Hosea Townsend

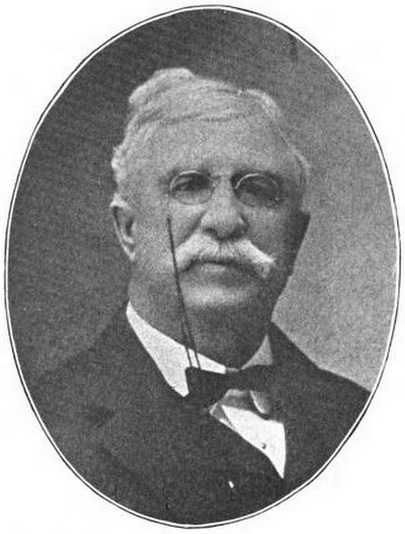
Hosea Townsend

Hosea Townsend (* 16. Juni 1840 in Greenwich, Huron County, Ohio; † 4. März 1909 in Ardmore, Oklahoma) war ein US-amerikanischer Politiker der Republikanischen Partei. Zwischen 1889 und 1893 vertrat er den ersten Wahlbezirk des Bundesstaates Colorado im US-Repräsentantenhaus.

## Werdegang
Nach der Grundschule besuchte Hosea Townsend das Western Reserve College in Cleveland. Bis 1863 nahm er als Leutnant in einer Freiwilligeneinheit aus Ohio am Amerikanischen Bürgerkrieg teil; dann musste er wegen einer Verletzung den Militärdienst quittieren. Nach einem Jurastudium und seiner Zulassung als Rechtsanwalt begann er ab 1865 in Memphis (Tennessee) in diesem Beruf zu arbeiten. Im Jahr 1869 wurde er in das Repräsentantenhaus von Tennessee gewählt.
1879 zog Townsend nach Colorado. Ab 1881 lebte er in dem Ort Silver Cliff. Politisch wurde er Mitglied der Republikanischen Partei. Bei den Kongresswahlen des Jahres 1888 wurde er im damals einzigen Wahlbezirk von Colorado, der den gesamten Staat umfasste, in das US-Repräsentantenhaus in Washington, D.C. gewählt. Dort löste er am 4. März 1889 George G. Symes ab. Nach einer Wiederwahl im Jahr 1890 konnte er sein Mandat im Kongress bis zum 3. März 1893 ausüben. Im Jahr 1892 war Townsend Delegierter zur Republican National Convention in Minneapolis.
Nachdem er für die Wahlen des Jahres 1892 von seiner Partei nicht mehr nominiert worden war, musste er im März 1893 aus dem Kongress ausscheiden. Zwischen 1897 und 1907 war Townsend Bundesrichter im südlichen Teil des Indianer-Territoriums, das sich im Südwesten der Vereinigten Staaten auf dem Gebiet der heutigen Staaten New Mexico, Arizona und Oklahoma erstreckte. Er starb am 4. März 1909 in Ardmore und wurde in Norwalk, Ohio beigesetzt.